# Eugenio Feijoo
Eugenio Feijoo Alonso (Madrid, 16 de julio de 1938) es un periodista y escritor español. Tras una vida profesional dedicada al periodismo y al mundo de la empresa, en el año 2011, con la publicación de Un ruiseñor en la Abadía, comenzó una nueva etapa de escritor, en la que ha publicado varias novelas y libros de relatos.

## Biografía
Nació en Madrid, aunque gran parte de su infancia transcurrió en la aldea de Abeleda (Orense), cercana a la frontera con Lugo, de donde es originaria su familia materna. Tras desempeñar diversos oficios en su juventud, estudió periodismo y trabajó como periodista en diferentes medios. Entre 1991 y 2007 fue director de la editorial General de Ediciones Especializadas, su principal proyecto profesional.
En 2011 publicó Un ruiseñor en la Abadía, novela que se desarrolla en los años 40 y 50 en la aldea de Abeleda, y tiene como protagonista, además del cura del pueblo y su ama de llaves, a la casa rectoral o abadía en la que se desarrolla gran parte de la narración. Con la historia de amor entre los dos protagonistas de fondo, se desarrolla una novela costumbrista sobre la vida rural en la Galicia interior de aquella época.
En 2013 publicó Los silencios de Martina, novela contemplativa, profunda e íntima que se desarrolla en la Ribeira Sacra, Madrid y Tordesillas. Es una historia de amor entre un hombre y una mujer que han superado los 50 años. Los protagonistas, separados por sus ataduras familiares y profesionales (uno vive en Orense y el otro en Madrid), fijan su «nido de amor» en Tordesillas, donde se citan periódicamente.
En 2014 publicó Casa de vecinos. En esta novela Feijoo realiza un análisis, en clave de humor, de la sociedad española. Se desarrolla en un bloque de viviendas en un barrio indeterminado de Madrid y, a través de las vidas de sus diferentes protagonistas, muestra las dificultades de las relaciones vecinales en una sociedad urbana, ejemplificadas en las interminables juntas de la comunidad de vecinos.
En 2015 publicó Relatos de Halcones y Palomas, conjunto de relatos breves en el que Feijoo disecciona diferentes tipos de comportamiento que se dan en la sociedad. Entre los «halcones» se incluyen personajes que se rigen por la «ley del más fuerte», mientras que las «palomas» son aquellos que adoptan un papel de comprensión o sumisión, o que han elegido una filosofía de vida pacifista.
En 2019 publicó la que hasta el momento es su última obra: En la misma orilla del Tajo. En esta novela histórica, desarrollada entre los municipios de Alocén y Auñón y el monasterio del Madroñal (situado entre ambos y perteneciente a este último) Feijoo refleja la vida en la Alcarria y aledaños durante la invasión napoleónica y los años posteriores. Parte de la narración se desarrolla también en la localidad portuguesa de Vila Nova da Barquinha, que al igual que los dos primeros municipios es atravesada por el río Tajo.

## Influencias en su obra
Eugenio Feijoo se define como un admirador del escritor vallisoletano Miguel Delibes, al que conoció personalmente cuando, en su época de periodista, le hizo varias entrevistas, y con el que posteriormente mantuvo correspondencia. Tal vez por ello, muchas de sus obras son un verdadero homenaje al mundo rural, destacando en su estilo la gran minuciosidad en la descripción de los paisajes a la vez que la sencillez en la escritura. Feijoo se considera también seguidor de Pío Baroja, de quien parece haber heredado su escepticismo e individualismo, la sencillez en la narración y cierto hipercriticismo ante la sociedad que le rodea. En sus obras desarrolla con precisión la complejidad de las relaciones humanas y profundiza en la psicología de los personajes que dibuja.

## Obra

### Novelas
- Un ruiseñor en la Abadía (2011)
- Los silencios de Martina (2013)
- Casa de vecinos (2014)
- En la misma orilla del Tajo (2019)

### Relatos
- Relatos de Halcones y Palomas (2015)